# Lyudmila Aleksandrovna Putina
Lyudmila Aleksandrovna Putina (tiếng Nga: Людми́ла Алекса́ндровна Пу́тина, phát âm [lʲʊdˈmʲilə ɐlʲɪkˈsandrəvnə pʊˈtʲinə], Lyudmila Aleksandrovna Putina, nhũ danh Shkrebneva, Шкребнева; sinh ngày 6 tháng 1 năm 1958 ở Kaliningrad, Liên Xô) là vợ cũ của đương kim Tổng thống Nga Vladimir Putin. Bà kết hôn với Vladimir Putin ngày 28 tháng 7 năm 1983.  Lúc này, vợ ông đang là sinh viên khoa Triết học trường đại học Leningrad. Họ có hai con gái, Maria sinh năm 1985 và Yekaterina (Katja) sinh năm 1986 ở Dresden, Đông Đức. Các con gái của họ theo học Trường Đức ở Moskva (Deutsche Schule Moskau) cho đến khi Putin được bổ nhiệm làm thủ tướng năm 1999. Các bức ảnh của họ không các phương tiện truyền thông Nga công bố, và không có chân dung gia đình đã được in ấn.
Putina hiếm khi được nhìn thấy đi cùng chồng và thường có các đồn đại rằng họ đã ly thân. Putin đã có mối liên hệ với những người phụ nữ khác, bao gồm Alina Kabayeva và Anna Chapman.
Ngày 6 tháng 6 năm 2013, Tổng thống Putin và bà Lyudmila bất ngờ tuyên bố ly hôn trên kênh truyền hình quốc gia, chấm dứt nhiều năm nghi ngờ của giới truyền thông về mối quan hệ của cặp đôi này. Tuyên bố được đưa ra trong cuộc phỏng vấn trên kênh truyền hình Rossiya 24, sau khi hai người cùng đến dự một buổi biểu diễn ba lê tại Moscow. Đó là lần đầu tiên họ xuất hiện cùng nhau kể từ khi ông nhậm chức hồi tháng 5/2012.
Ngày 2 tháng 4 năm 2014, Điện Kremlin xác nhận Tổng thống Nga Vladimir Putin đã hoàn tất việc ly hôn vợ.